# Dreikönigenhaus (Trier)

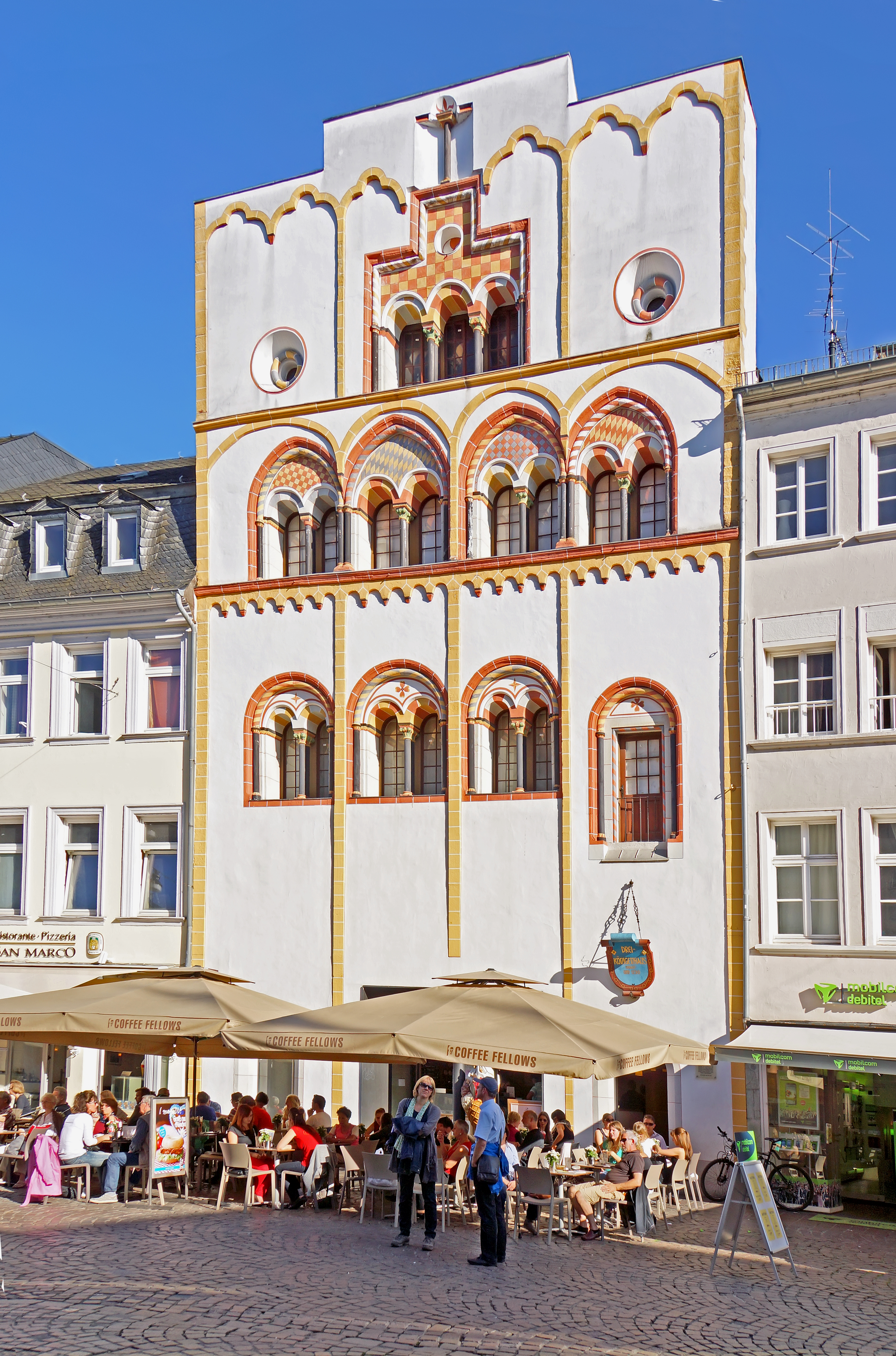
Das Dreikönigenhaus 2013. Beachte die stillgelegte ursprüngliche Haustür in der ersten Etage.

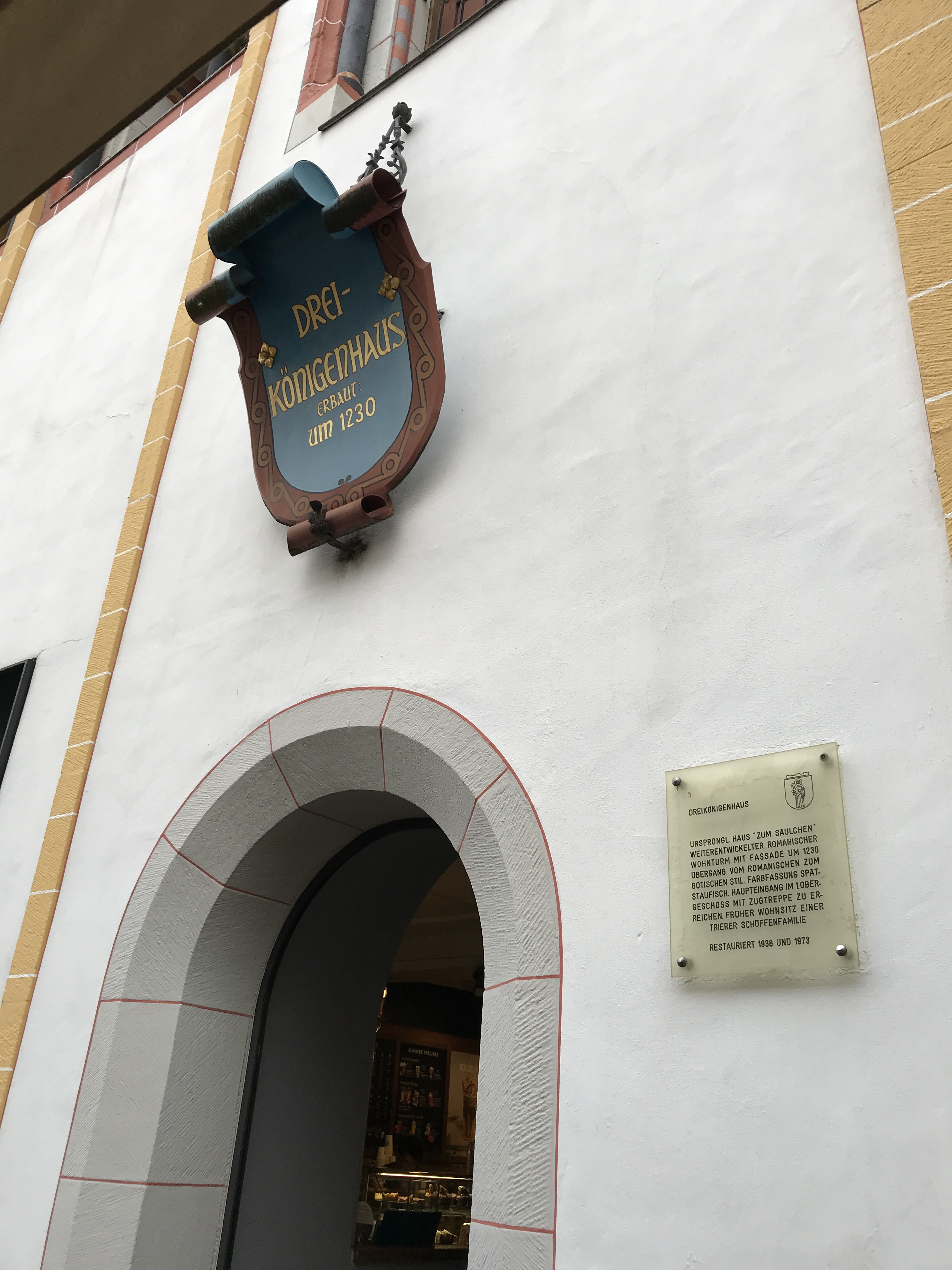
Zwei Informationsschilder am nachträglichen Eingang Erdgeschoss.

Das Dreikönigenhaus in der Simeonstraße in Trier unweit der Porta Nigra ist ein Patrizierhaus in der Form eines frühgotischen Wohnturms. Der Name stammt aus der Zeit um 1680, als Johann Cornet dort das Gasthaus „Zu den drei Königen“ betrieb. Ursprünglich hieß das Haus „Zum Säulchen“, mit Bezug auf das bekrönende Säulchen im Giebel und die aufwendigen Marmorsäulen der Fenster.
In Trier sind derzeit 13 mittelalterliche Turmbauten nachgewiesen, von denen die älteren romanischen, darunter der Turm Jerusalem (11. Jh.), der Frankenturm (um 1100) und der Konviktsturm (wohl 12. Jh.) dem Typ arx (Burg, Wehrturm) entsprechen, während die jüngeren spätromanischen oder gotischen (wie das Dreikönigenhaus und die Steipe) mehr dem Typ domus (Haus, Wohnhaus) angehören. Die frühen Türme dienten bischöflichen Ministerialen als Wohn- und Wehrbauten, während die späteren meist Wohnhäuser wohlhabender und einflussreicher Patrizier (wie hier) oder Repräsentationsbauten des Stadtrats (wie die Steipe) waren. Das repräsentativ gestaltete Dreikönigenhaus gehörte vermutlich einer Trierer Schöffen- und Ratsherrenfamilie.

## Architektur
Nach dendrochronologischen Befunden wurde das Haus um 1200 begonnen und bis 1231 fertiggestellt. Es bestand ursprünglich aus zwei eigenständigen Bauten (Vorder- und Hinterhaus), die später durch ein Treppenhaus zusammengeführt wurden. Das Vorderhaus hat einen annähernd quadratischen Grundriss; seine Fassade ist, anders als bei den älteren steinsichtigen Wohntürmen, als verputzte und farbig gefasste repräsentative Schauseite angelegt, mit vertikalen Lisenen und Rundbogenfriesen. Der Haupteingang war ursprünglich ein Hocheingang im ersten Obergeschoss, dessen Tür neben den drei gekuppelten Zwillingsfenstern etwas nach unten versetzt ist (über dem heutigen rechten Eingang). Das Haus konnte damals nur über eine Holztreppe erreicht werden, die bei Gefahr abgebaut und durch eine einziehbare Leiter ersetzt wurde (ein ständiger Leiterzugang ist unwahrscheinlich). Anders als beim Kölner Overstolzenhaus aus etwa der gleichen Zeit, das auch im Erdgeschoss durchfenstert ist, scheinen die Stadtmauern Triers zu dieser Zeit noch nicht die gleiche Wehrhaftigkeit geboten zu haben.
Das zweite Obergeschoss weist vier gekuppelte Zwillingsfenster mit spitzbogigen Überfangbögen aus, die Lisenen enden in unterschiedlich breiten Rundbögen. Die abgetreppte Schirmwand darüber hat seitlich zwei runde Oculi und in der Mitte eine Dreifenstergruppe, darüber eine Nische mit Mittelsäule. Die Lisenen enden in Kleeblattbögen. Im Keller und im Erdgeschoss haben die Räume Gewölbe mit steinernen Mittelpfeilern. In den oberen Geschossen tragen hölzerne Mittelpfeiler die Unterzüge der Decken.
Das ursprünglich getrennte Hinterhaus, wohl ein zur gleichen Zeit wie das Haupthaus errichtetes Ökonomiegebäude, ist heute durch ein Treppenhaus mit dem Turmhaus verbunden; es ist zweigeschossig auf rechteckigem Grundriss und hat im Obergeschoss auf der Rückseite zwei gekuppelte Rundbogenfenster sowie darüber schlichte Rundbogenfenster, eines davon ein Biforium. Ob der Komplex zur Zeit der Erbauung frei stand oder von (möglicherweise antiken) Häusern eingefasst war, ist ungeklärt.
Um 1466 wurde das turmhausartige Vorderhaus instand gesetzt und wahrscheinlich verändert. Das Satteldach des Vorderhauses datiert von 1696. 1829 wurden in die Räume des Vorderhauses Zwischenwände eingezogen. Nach verschiedenen Umbauten wurde das Gebäude 1938 nach Plänen des Stadtkonservators Friedrich Kutzbach restauriert (wie auch der Frankenturm), wobei versucht wurde, den mittelalterlichen Zustand so weit wie möglich wiederherzustellen. Dabei wurde der dreieckige Giebel zu einer abgetreppten Schirmwand erweitert, wie sie auf der Stadtansicht Sebastian Münsters von 1542 abgebildet ist. 1973 erfolgte eine weitere Sanierung.
Die architektonische Gestalt des Gebäudes, das eine Übergangsform vom romanischen Wohnturm zum frühgotischen Wohnhaus darstellt, lässt sich besonders an den Fenstern der verschiedenen Geschosse und am Giebelabschluss gut nachvollziehen. Die Eingänge im Erdgeschoss stammen aus späterer Zeit, die heutige Farbgebung orientiert sich dagegen am mittelalterlichen Zustand. Das Dreikönigenhaus ist auch als ein Beispiel für die Denkmalpflege der Vorkriegszeit bemerkenswert, die um eine möglichst genaue, wissenschaftlich belegte Zurückführung auf das mittelalterliche Erscheinungsbild bemüht war.

## Galerie
Die folgende Bildergalerie zeigt unterschiedliche Versionen des Zustandes.

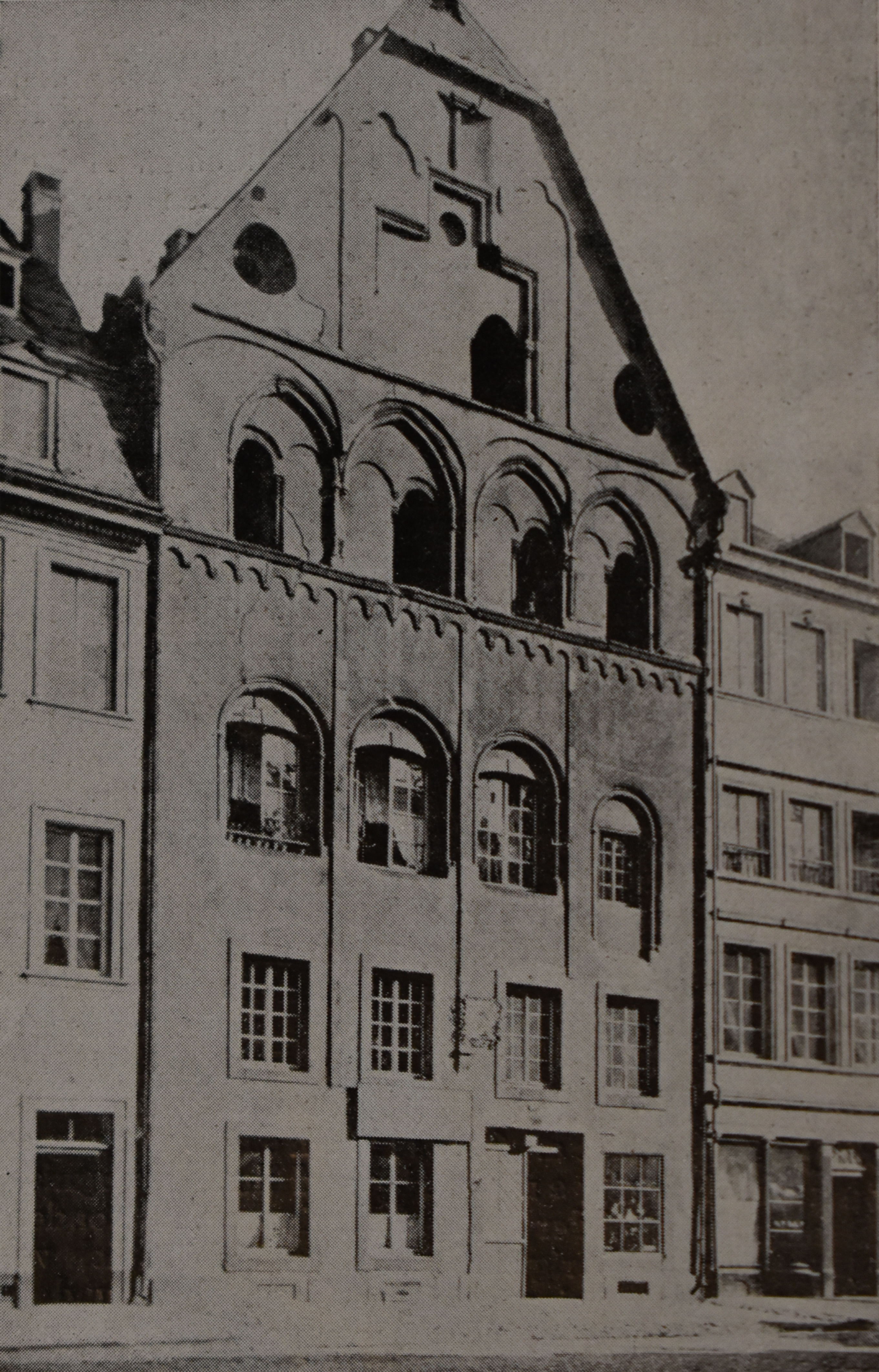
Dreikönigenhaus vor 1886
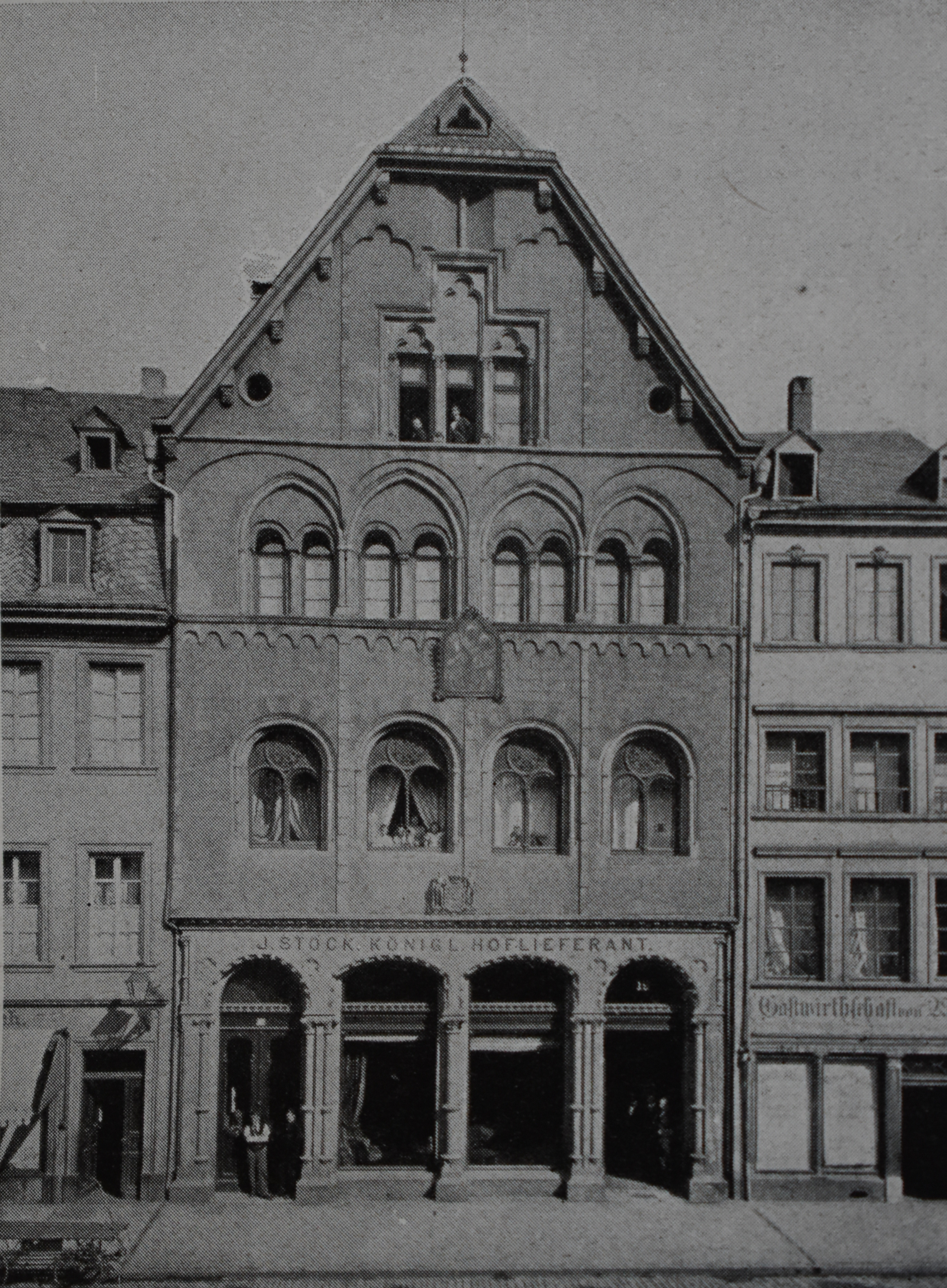
Dreikönigenhaus im ersten Viertel des 20. Jh.
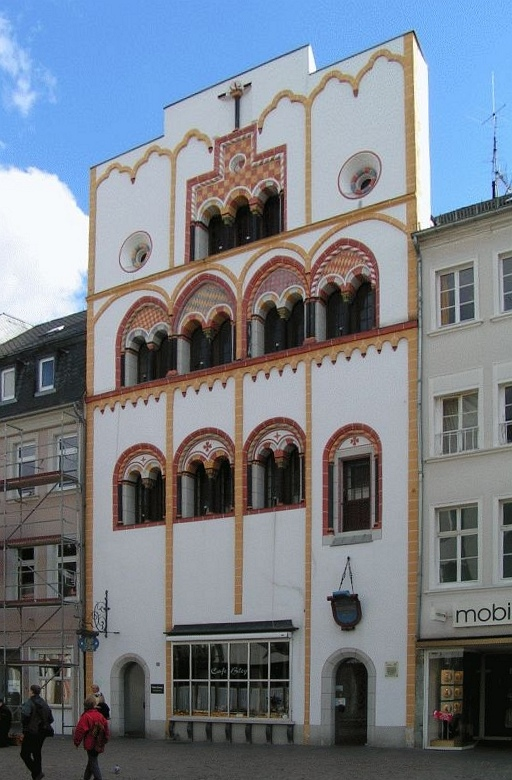
Vor dem Umbau des Erdgeschosses (Fensterfront), 2004
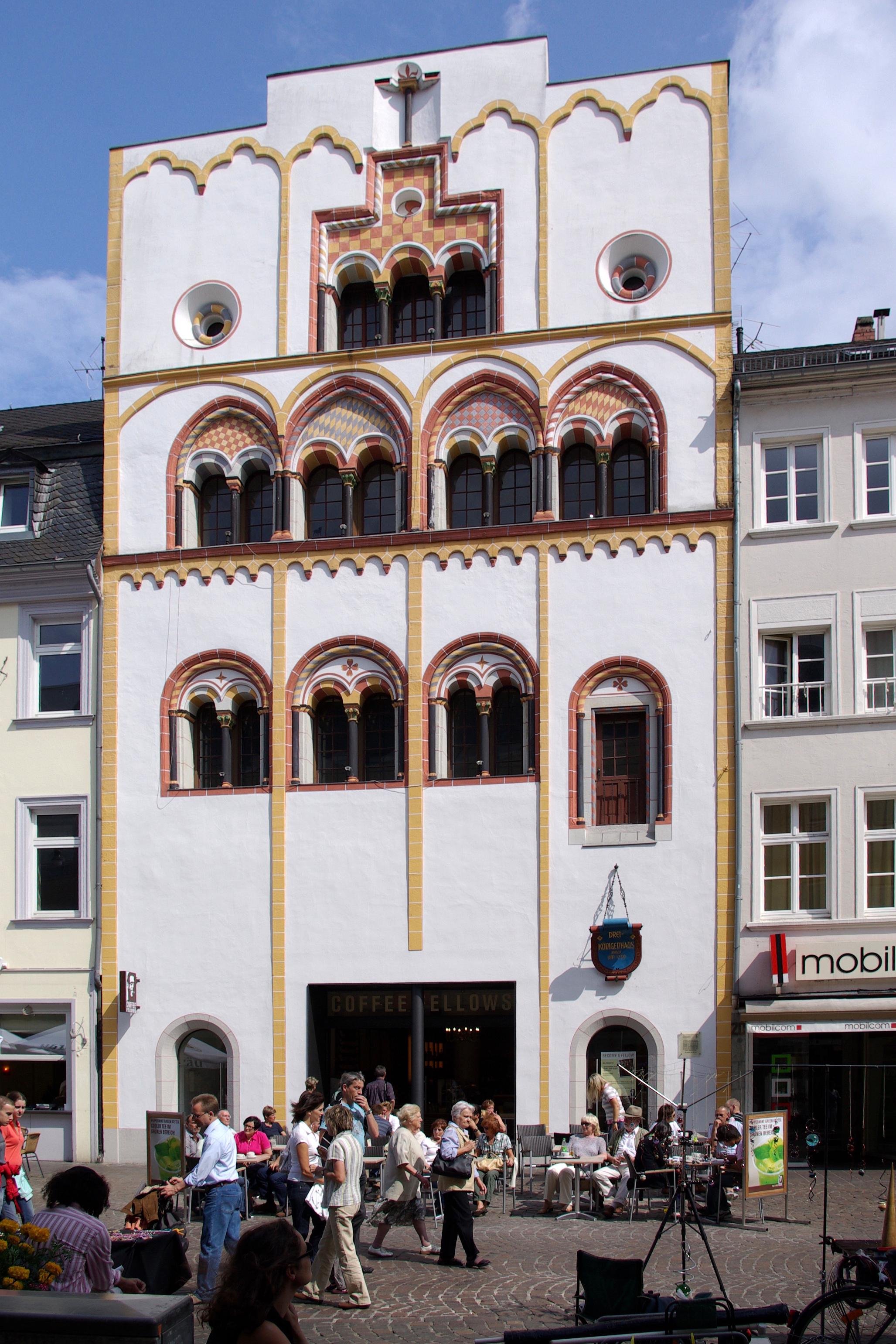
Dreikönigenhaus nach dem Umbau (Glastüren), 2008
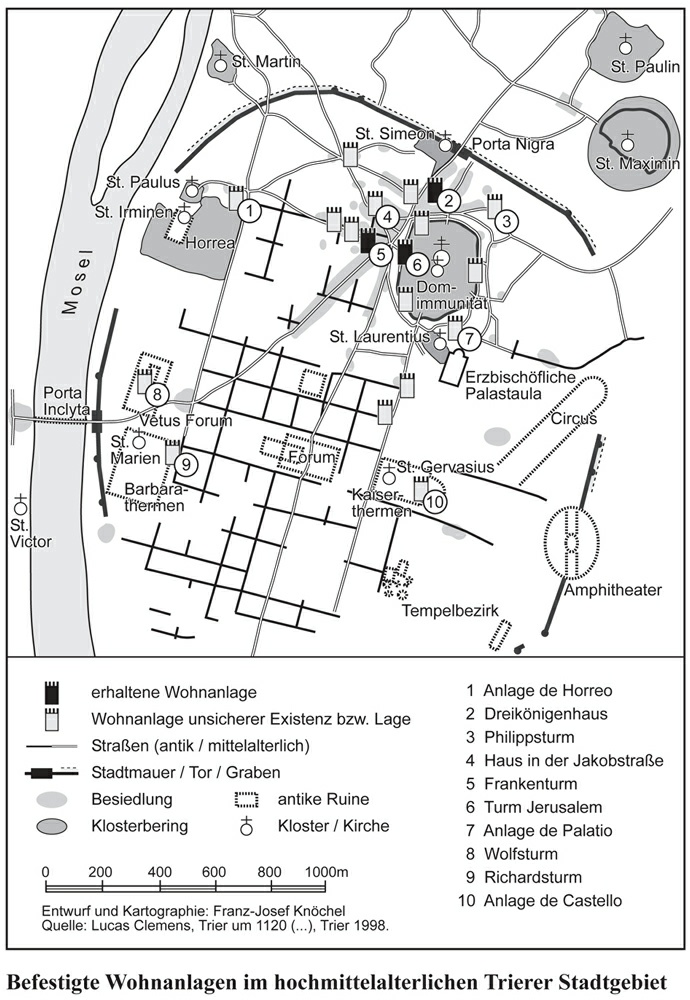
Karte der befestigten Wohnanlagen im hochmittelalterlichen Trier